# Захист прав дитини

## Захист прав дитини в сім'ї
Сучасна суспільна та юридична думка базується на тому, що дитина повинна виховуватись у сім'ї й ніщо не може замінити дитині сім'ю.
Згідно зі ст. 5 Сімейного кодексу, саме батькам надається переважне право особистого виховання дітей, вибору форм та методів виховання, якщо останні не суперечать закону та моральним засадам суспільства.
Сімейний Кодекс
Ст. 5
|  | 1. Держава охороняє сім’ю, дитинство, материнство, батьківство, створює умови для зміцнення сім’ї. 2. Держава створює людині умови для материнства та батьківства, забезпечує охорону прав матері та батька, матеріально та морально заохочує материнство та батьківство… 3. Держава забезпечує пріоритет сімейного виховання дитини. 4. Держава бере під свою охорону кожну дитину, позбавлену належної батьківської опіки. 5. Ніхто не може піддатися втручанню в його особисте сімейне життя, окрім випадків, передбачених Конституцією України. |

Шляхи захисту прав дитини:
- самозахист дитини;
- захист з боку батьків;
- звернення до органів опіки та піклування;
- звернення до суду;
- звернення до органів державної влади або місцевого самоврядування;
- звернення до громадських організацій.
У певних випадках виникає потреба захищати дітей від власних батьків.
Сімейний Кодекс
|  | Ст. 150 1. Забороняються будь-які види експлуатації своєї дитини. 2. Забороняються фізичні покарання дитини батьками, а також застосування ними інших видів покарань, які принижують людську гідність дитини. Закон України «Про охорону дитинства» Ст. 10 …Держава здійснює захист дитини від: …усіх форм фізичного і психічного насильства, образи, недбалого і жорстокого поводження з нею, експлуатації, включаючи сексуальні зловживання…; …втягнення у злочинну діяльність, залучення до вживання алкоголю, наркотичних речовин…; …залучення до екстремістських релігійних психокультових угрупувань та течій, використання її для створення та поширення порнографічних матеріалів, примушення до проституції, жебрацтва, бродяжництва, втягнення до азартних ігор тощо… |

Сімейний кодекс передбачає, що у випадках порушення прав дитини її родичі, один із батьків, сама дитина можуть звернутися до органів опіки й піклування або до суду.
Батьки або один з батьків, що порушують права дитини, можуть бути позбавлені батьківських прав. Справами дітей опікуються Служба у справах неповнолітніх, державні соціальні служби при місцевих державних адміністраціях, громадські організації, які опікуються проблемами захисту прав дітей.

## Опіка, піклування, усиновлення
Окрім дітей чиї батьки позбавлені батьківських прав, у нашій країні є багато дітей-сиріт, тобто тих, що з різних причин не мають батьків.
Держава намагається надати цим дітям можливість виховуватись у сім'ї, тобто реалізувати право дитини на виховання в сім'ї. Одним із варіантів реалізації цього права є всиновлення — прийняття всиновлювачем до своєї сім'ї особи на правах дочки або сина, встановлене на підставі рішення суду.
Всиновлювачем може бути повнолітня дієздатна особа, що старша за всиновлену дитину не менше ніж на 5 років; подружжя або, за рішенням суду, особи, що проживають сім'єю. Дитина відповідно до її віку дає згоду на усиновлення, має бути проінформована щодо правових наслідків усиновлення. Рішення про всиновлення приймається судом.
Над дітьми, що залишились без батьківського піклування, встановлюється опіка або піклування. Опіка встановлюється над дітьми у віці до 14 років, над дітьми у віці з 14 до 18 років встановлюється піклування.
Опікуном або піклувальником може бути повнолітня дієздатна особа, здатна виховувати дитину та піклуватися про неї; адміністрація дитячого або медичного закладу, де дитина постійно перебуває.
Рішення про призначення опікунів та піклувальників приймають державні органи опіки та піклування або суди. Ці ж органи здійснюють контроль за дотриманням умов опіки та піклування.

## Підстави позбавлення батьківських прав
Одним із найтяжчих заходів впливу на батьків, які неналежно виконують батьківські обов'язки, нехтують ними, є позбавлення батьківських прав.
Підстави позбавлення батьківських прав:
- залишення дитини в пологовому будинку або медичному закладі (протягом 6 місяців);
- ухилення від виконання обов'язків щодо виховання дитини;
- жорстоке поводження з дитиною;
- хронічний алкоголізм чи наркоманія батьків;
- експлуатація дитини, примушення її до жебракування та бродяжництва;
- засудження за вчинення тяжкого злочину щодо дитини.
Наслідками позбавлення батьківських прав є втрата особою права представляти дитину і у майбутньому воне не може претендувати на утримання з боку дитини, на отримання від неї спадщини за законом тощо.